# Leptospira interrogans
Leptospira interrogans är en bakterie som orsakar zoonosen leptospiros. Den smittar framförallt via kontaminerad djururin och tar sig in i kroppen genom skadade slemhinnor och hud. 
Leptospira tillhör en grupp av bakterier som kallas spiroketer och andra närbesläktade bakterier är släktena Treponema och Borrelia.

## Historia
Mellan 3,7 och 3,4 miljarder år sedan anses L. interrogans ha utvecklats men det var först år 1907 som bakterien upptäcktes.
Bakterien vi idag känner som L. interrogans upptäcktes i njurvävnad från en patient som man antog hade dött av gula febern och upptäckaren Stimson döpte då bakterien till Spirocheta interrogans.
I Japan år 1914 isolerades för första gången Leptospira och genom att injicera blod från patienter med diagnosen Weil´s sjukdom i testdjur upptäcktes sjukdomen leptospiros. Efter upptäckten undersöktes bakterien Leptospira noggrant och en hel del om bakterien uppdagades. Man analyserade dess rörlighet, tittade närmare på virulensfaktorer och hur Leptospira reagerade på olika miljöer.
De senaste 10 åren av forskning om Leptospira spp. har minst fördubblat mängden information om de olika Leptospira-arterna.

## Morfologi och fysiologi
Leptospira interrogans är typarten inom bakteriesläktet Leptospira. Bakterien är en aerob, gramnegativ spiroket med tunn, spiralliknande form. Den har en längd på ca 7 µm och en bredd på ca 0,1 µm samt kännetecknas av att den har böjda ändar i form av krokar. Leptospira bildar varken sporer eller kapslar. Den är väldigt mobil och kan röra sig framåt, rotera och cirkulera med hjälp av sina två flageller. 
Det är lätt att se bakterien i mikroskop om man använder ett mörkfältsmikroskop eller använder faskontrast. Leptospira som odlas i laboratorium blir längre och bredare än de bakterier som hittats i djur. L. interrogans har ett lipopolysackaridlager i det yttre cellmembranet och ett peptidoglykanlager utanför det inre cellmembranet.

## Tillväxt och överlevnad
L. interrogans är en bakterie som måste ha syre och enzymet katalas för att överleva. Katalas behövs för att kunna bryta ned det toxiska ämnet väteperoxid till H₂O och O₂. De näringsämnen som är livsnödvändiga för L.interrogans överlevnad och tillväxt är kväve (som utvinns ur ammoniak), omättade och mättade fettsyror, järn, B12, kalcium, koppar, fosfor, magnesium, tiamin och biotin.  
L. interrogans kan överleva under lång tid i vatten och är mycket motståndskraftig mot låga temperaturer men dör vid solljusexponering och vid höga temperaturer. Ultraviolett strålning och olika desinfektionsmedel gör att bakterien blir mycket instabil.
L.interrogans är känslig för sura miljöer. Bakterien kan klara sig bra i olika basiska miljöer men växer bara till i vissa. Den optimala tillväxtmiljön har mellan 7.2 och 7.6 i pH-värde och en temperatur mellan 28 ºC och 30 ºC.  Generationstiden är 6-8 timmar vid odling på laboratorium.  
Vissa andra arter av Leptospira (till exempel Leptospira biflexa) lever som saprofyter, vilket innebär att de livnär sig på dött och förruttnat organiskt material.

## Serovarer och genetik
Totalt finns mer än 24 olika serogrupper av Leptospira och de är indelade i minst 250 underarter (serovarer).
DNA:t är uppdelat på två kromosomer där en kromosom har fler baspar än den andra kromosomen.
Den större delen av de aktiva generna i L. interrogans är överlevnadsgener och behövs för underhåll av bakterien. Ungefär 35% av de proteinkodande generna har en okänd funktion. 79 av generna krävs för bakteriens rörlighet varav 48 av dessa gener är uppdelade i 14 grupper och möjliggör kemotaxis, vilket innebär att de rör sig mot en miljö med mycket näring.  L. interrogans har även fyra olika regulatorer för upptag av järn.

## Virulensfaktorer
De två viktigaste virulensfaktorerna hos L. interrogans är två varianter av hemloysin. Båda dessa är lytiska för röda blodkroppar och flera andra typer av celler, vilket innebär att cellerna bryts ner. Hos de mest virulenta stammarna har man även hittat ett fibronektinbindande protein. Detta protein hjälper bakterien att fästa bättre på skadad hud och slemhinnor, vilket gör att den har lättare att ta sig in i kroppen. 
Bakterien kan med hjälp av biosyntesen av sialinsyra dölja sin närvaro för immunsystemet hos däggdjur. Den har även en förmåga att bilda vitamin B12 från enkla aminosyror, vilket inte kan göras av saprofytiska Leptospira.

## Infektion
I många av världens länder är mer än hälften av djuren bärare av arter från släktet Leptospira eller sjuka i leptospiros. Leptospiros kallas sjukdomen som orsakas av Leptospira-bakterier. Den kallas även Weil´s sjukdom eller fältfeber hos människa. Det är en så kallad zoonos, vilket betyder att sjukdomen kan spridas mellan människor och djur. Sjukdomen finns i nästan hela världen men är idag ovanlig i Sverige.
Infektion sker genom att bakterien tar sig in via skadad hud och slemhinnor. Vatten som är kontaminerat av urin från infekterade djur är den vanligaste orsaken till utbrott av leptospiros. Inkubationstiden varierar, oftast är den mellan 2 dagar och upp till 4 veckor. Smittspridning direkt mellan människor är ovanligt.

### Symtom
Hos hund med lindrig infektion ses oftast inga symtom men de kan drabbas av allvarlig sjukdom. Symtom som uppvisas kan vara feber, ovilja att röra sig, slöhet och kräkningar. De kan även få kroniska skador på lever och njurar samt i vissa fall avlida.
Hos människa är vanliga symtom bland annat muskelsmärtor, feber, huvudvärk, magsmärtor, gulsot, kräkningar och diarré. Sjukdomsbilden är även här varierande från milda influensaliknande symtom till dödlig sjukdom.
Den mest allvarliga formen av leptospiros är oftast orsakad av infektioner med serovarerna Icterohaemorrhagiae, Copenhageni och Lai. Här ses påverkan på lever, njurar och lungor samt att ödem och blödningar kan uppkomma. Om gravida blir smittade kan det även leda till infektioner i livmodern och fosterdöd.

### Diagnos och behandling
Leptospiros är ofta svårt att diagnostisera kliniskt då sjukdomens symtom liknar många andra. Diagnosen ställs genom att man har en misstanke om just exponering för bakterien samt med hjälp av serologi. Odling kan även göras på patientens blod och urin. På djur tas två blodprov med 1-2 veckors mellanrum men resultatet kan vara svårtolkat. 
Leptospiros behöver oftast behandlas för att bakterien ska försvinna ur kroppen och då används antibiotika, vanligtvis penicillin, både på djur och människa. För att få bra effekt ska behandling påbörjas tidigt i sjukdomsförloppet. Utan behandling kan tillfrisknandet ta flera månader. Med behandling tar tillfrisknandet några dagar upp till flera veckor.
Djur finns möjlighet att vaccinera för att undvika de allvarligaste symtomen, dock skyddar inte vaccinationen helt mot infektion. Infektionen är anmälningspliktig både för djur och människa, vilket innebär att fall ska anmälas till smittskyddsläkare, länsstyrelsen och Folkhälsomyndigheten.